# Turing-Galaxis
Eine Turinggalaxie entspricht der Hypothese, gemäß der vernetzte Computer eine virtuelle Galaxie bilden.

## Entstehung des Begriffs
Der Begriff der Turing-Galaxis wurde von Wolfgang Coy 1993 in einem Vortrag mit dem Titel „Die Turing-Galaxis. Computer als Medien“ auf der Konferenz Interface II in Hamburg geprägt. Coy schreibt:

„Mehr als einhundert Millionen PCs wurden in den achtziger Jahren gebaut. Sie bilden die Basis einer Medienrevolution, die diesen programmierbaren Maschinen ihre historische Perspektive zuweist. Bewirkt wurde diese Revolution nicht von den Großrechnern der ersten, zweiten und dritten Generation, deren Verwendung auf große Firmen und Verwaltungen beschränkt blieb, sondern von den PCs. … Der PC hat sich zum umfassend einsetzbaren neuen Medium entwickelt, das alle anderen Medien simulieren und ersetzen kann. Wir sind am Anfang eines kulturell subversiven Prozesses, der sich noch viele Jahrzehnte entfalten wird.“

Analog zu McLuhans Gutenberg-Galaxis verwendet das Deonym Turing-Galaxis den Namen des Innovators, um die mediengeschichtliche Epoche zu benennen, die seine Innovation prägt. Johannes Gutenberg hat mit seiner Erfindung des Buchdrucks mit beweglichen Lettern eine Dynamik ausgelöst, die sich nach McLuhans Analyse direkt auf Reformation, Aufklärung, moderne Wissenschaft, die bürgerliche Gesellschaft und den Kapitalismus auswirkte.
Vergleichbar grundlegende Veränderungen gehen nach Coys Analyse von der universellen Maschine aus, die der britische Mathematiker Alan Turing 1936 erdachte. Turing wollte die für die Mathematik grundlegende Frage der Berechenbarkeit lösen. Dazu entwarf er in dem Aufsatz On Computable Numbers, with an Application to the Entscheidungsproblem eine Gedankenmaschine, heute unter dem Namen Turing-Maschine bekannt, die mit nur drei Grundoperationen in der Lage ist, „jedes vorstellbare mathematische Problem zu lösen, sofern dieses auch durch einen Algorithmus gelöst werden kann“ (Coy 1994).
Die universelle Turingmaschine kann selber prinzipiell nicht gebaut werden, allein schon wegen ihres unendlichen Schreibbandes. Aber die Berechnungsvorschriften dieser Maschine liegen jedem heutigen Computer und damit der Medienepoche, die er prägt, zugrunde.

„Alan M. Turing vollendet das Gutenbergsche System Satz/Druck, indem er die scheinbar periphere Frage: ‚Was ist eine berechenbare Funktion (ein Algorithmus)?‘ beantwortet. […] Die Turing/Churchsche These sagt aus, daß alle Präzisierungen des intuitiven Begriffs ‚Berechenbarkeit‘ zu einer zur Turing-Maschine äquivalenten Definition führen. Ihre Sprengkraft zeigt die Turing-Maschine durch die technische Realisierung im Computer. Die von-Neumann-Architektur ist der Turing-Maschine nachgebildet. […] Das (algorithmisch) beschreibbare Tun wird in Turings Gedankenwelt und in deren Abbild im Computer zur maschinell ausführbaren Aktion.“

Diese Aktion, schreibt Coy, zeige sich zuerst als neue Form der Transformation von Schrift, dann in der Form des Automats als Transformation von Sensordaten in Aktionen von Robotarmen usw. und schließlich durch Vernetzung als Transformation vieles Denkbaren bzw. alles überhaupt medial Speicherbaren in das digitale Universalmedium.

„Turing war sich des Potentials seiner universellen Rechenmaschine sicher. So wie (der frühe) Wittgenstein das ‚Sagbare‘ durch logische Verknüpfungen von Elementarsätzen beschreibbar sah, schien Turing alles ‚Denkbare‘ durch einen programmierbaren Algorithmus, eben eine universelle Turing-Maschine, fassbar zu sein. Die Gutenbergsche Galaxis der statischen Druckmedien geht in der Turingschen Galaxis der dynamischen programmierbaren Medien auf.“

## Verwandte Begriffe aus der Vorgeschichte
Dass aus der Gutenberg-Galaxis durch medientechnologische Innovationen neue kulturelle und gesellschaftliche Verhältnisse entstehen, wurde zuerst in den 1920er und 1930er Jahren wahrgenommen. Bertolt Brecht formulierte diese Wahrnehmung in seiner Radiotheorie. Walter Benjamin baute seine Theorie vom Zeitalter der technischen Reproduzierbarkeit von Kunstwerken vor allem auf das neue Medium Film.

### Tesla-Galaxis
Für die eigenständige medienkulturelle Epoche zwischen der buchzeitlichen und der digitalen Galaxis, die durch die elektrischen und chemischen Innovationen bei Bild- und Tonmedien gekennzeichnet ist, hat sich noch kein Name durchsetzen können. McLuhan sprach vom „Zeitalter Marconis“. Der Soziologe Manuel Castells bezeichnete die durch das Fernsehen charakterisierte Konfiguration als McLuhan-Galaxis. Damit nimmt er aber nicht einen medientechnologischen Innovator, sondern den medienwissenschaftlichen Analytiker der Epoche zu ihrem Namensgeber. Inzwischen ist der von der Geschichte und vom US-Patentbüro übergangene Nikola Tesla rehabilitiert. Da er und nicht Guglielmo Marconi als Erfinder des Radios oder, laut seinem Biografen, gleich des ganzen 20. Jahrhunderts anerkannt ist, wäre diese Epoche als Tesla-Galaxis zu bezeichnen.

### Post-Gutenberg-Galaxis
In den 1950er Jahren wird erneut ein grundlegender gesellschaftlicher Wandel wahrgenommen, diesmal bereits unter dem Zeichen des Computers. Das Atomzeitalter, das der Kybernation, die Informationsgesellschaft (Yujiro Hayashi, 1969) und die postindustrielle Gesellschaft (Daniel Bell 1973) gehören zu den Versuchen, der Epoche einen Namen zu geben.
Von vielen Beobachtern wird das Neue zunächst nur negativ als Post-Gutenberg-Zeitalter benannt. 1987 fragte Wolfgang Coy nach einer „Post-Gutenbergian Era“. In dem Aufsatz Von QWERTY zu WYSIWYG – Texte, Tastatur & Papier analysierte er das neue Aufschreibesystem, denn genau das und keineswegs ein Lesegerät sei der Computer. Der Schreibprozess werde einmal mehr maschinisiert. Gelesen werde aber nicht am Bildschirm, sondern auf dem Papierausdruck. Er schilt daher die schreibende Zunft, die sich von Bibeln auf Diskette in ihrem Wesen bedroht wähnte.

„Der wirkliche Angriff auf das Geschriebene kommt aber nicht aus den Computern: Es ist der alte Angriff der Bilder und Klänge auf den Text, ein Gegenangriff, da die Schrift ein Angriff auf die Bilder und Klänge war und ist, und seine Mittel und Medien sind vergleichsweise alt und wohlbekannt: Film, Fernsehen, Rundfunk, Schallplatte.“

Coy beschreibt in dem Aufsatz die neuen maschinellen Textoperationen, die der Computer ermöglicht (Suchen, Sortieren, Rechtschreib- und Stilprüfen, Konzipieren, Formatieren, Desktop-Publishing, bis hin zur Möglichkeit der automatischen Textgenerierung). Doch neben Veränderungen auf dem Papier, trage die rechnergestützte Textverarbeitung auch Potenzen, die über die Buchproduktion hinausgehen: „Die wichtigste betrifft das nicht-lineare Lesen.“ Und er schließt seine Überlegungen 1987 mit der Frage: „Sollte die elektronische Fußnote der Anfang der Post-Gutenbergian Era sein?“
Die größte Umlaufgeltung erzielte der Begriff jedoch durch den Kognitionswissenschaftler Stevan Harnad, der 1991 in seinem Aufsatz The Post-Gutenberg Galaxy das elektronische Schreiben als vierte Revolution in den Produktionsmitteln des Wissens nach der Erfindung von Sprache, Schrift und Druckkunst analysierte. 1995 verabschiedete auch der Medientheoretiker Norbert Bolz Gutenbergs Welt der Schrift und blies zum Aufbruch in die Welt der Hypermedien (Am Ende der Gutenberg-Galaxis).

## Begriffsprägung Turing-Galaxis
Eine gesellschaftliche Breitenwirkung erlangte die digitale Revolution mit der Verbreitung von PCs in den 1980er Jahren und des Internets in den 1990er Jahren. Nicht zufällig wird in dieser Zeit das Werk Alan Turings für die Kultur- und Medienwissenschaften entdeckt. Bis dahin finden sich Verweise auf Turing ausschließlich in der mathematischen und informatischen Fachliteratur. In der Computer-Geschichtsschreibung war Turings Name hinter dem von John von Neumann verschwunden.
Die Person und das Werk Turings wurden erst in der Biographie von Andrew Hodges (1983, deutsch 1989) erschlossen, der dafür erstmals auf gerade deklassifizierte Originaldokumente zugreifen konnte. Im deutschsprachigen Raum war die Zusammenstellung und Übersetzung der Schriften Turings, die ohne mathematische Aufrüstung lesbar sind, durch Bernhard Dotzler und Friedrich Kittler 1987 ein Schlüsselereignis. 1992 legten Harry Harrison und Marvin Minsky den Roman The Turing Option vor.
Der Erste, der Turing zu einem Epochen-Marker machte, war Jay David Bolter mit seinem Turing's Man. Western Culture in the Computer Age (1984, deutsch 1990). Zu einer Zeit, da, wie er schreibt, die meisten Laien noch nie im selben Zimmer mit einem Computer gewesen sind, sieht er voraus, dass der Computer...

“[…] will be a principal medium of communication for the educated community of Europe and North America. The philosophy and fiction of the next hundred years will be written at the keyboard of a computer terminal, edited by a program, and printed under electronic control.”

Am Anfang des „Turingschen Menschen“ standen, Bolter zufolge, zwei „Manifeste“, die beiden Turing-Aufsätze On Computable Numbers (1937) und Computing Machinery and Intelligence (1950).

“We are all liable to become Turing’s men, if our work with the computer is intimate and prolonged and we come to think and speak in terms suggested by the machine. […] Turing’s man is the most complete integration of humanity and technology, of artificer and artifact, in the history of the Western cultures.”

In Analogie zu McLuhan sieht Bolter eine Verschiebung des bevorzugten Erkenntnisorgans. Hatte der „Faustische Mensch“ sich zuoberst über das Auge mit der Welt in Beziehung gesetzt, so sein Nachfahre über die Hand. Der Computer sei ein „Greifwerkzeug“, er „manipuliere“ Information, fördere daher eine taktile Form des Problemlösens und „has much of the intimacy of the potter shaping his clay“. Eng damit verbunden ist eine weitere Haltung, die der Computer in die Welt einführe: das Spiel. Wie das Kind im Sandkasten forme und modifiziere der Turingianer seine Ideen und als Programmierer seinen Code. Wie das klassische Spiel ist sein Ausprobieren von beschränktem Ernst, da nicht unwiderruflich und ein Neustart immer möglich. 

“[A] programmer can never forget that every solution in the computer world is temporary, makeshift, obsolescent. […] he does not speak of ‘destiny’ but rather of ‘options.’”

Bolter zieht daraus die optimistische Folgerung, dass „das Computerzeitalter weniger wahrscheinlich einen Hitler oder sogar einen Napoleon erzeugt“. Schließlich sieht Bolter, wie nach ihm Coy, ein Bewusstsein von der Begrenztheit der Welt als charakteristisch für die Turing-Galaxis. Den Faustischen Mensch trieb eine Politik, eine Wirtschaft, allgemein: eine Liebe der Unendlichkeit, wie sie sich in Gott manifestiert.
Wolfgang Coy gebrauchte dann im Frühjahr 1993 zum ersten Mal die Wendung Turing-Galaxis in einem Vortrag auf der Interface II in Hamburg mit dem Titel Die Turing-Galaxis. Computer als Medien. Seine zentrale These: „Die Gutenbergsche Galaxis der statischen Druckmedien geht in der Turingschen Galaxis der dynamischen programmierbaren Medien auf.“ Der Text erschien zusammen mit zwei anderen im Juli 1994 unter dem Titel Computer als Medien. Drei Aufsätze. Es ist dies die Ursprungstrilogie der Turing-Galaxis. Dabei steht weder die Person oder Innovation Turings noch die Epochenbenennung im Vordergrund. Hauptanliegen ist es vielmehr, der landläufigen Vorstellung vom Computer als Automat die in der klassischen Informatik nicht präsente Erkenntnis entgegenzuhalten, dass der Computer ein Medium sei. Erstere führe konsequent zur Künstlichen Intelligenz, während das Medium Computer die Beziehungen zwischen Menschen ordne.
Mit Sensoren und Effektoren an seine Nahumwelt gekoppelt und durch ihre innige Verbindung mit der Nachrichtentechnik global vernetzt, bildet die Turing-Maschine analog zu dem des Buches einen medialen Wissensraum aus. Der Computer ist nicht nur Medium, sondern als die „medienintegrierende Maschine per se“ das Universal-Medium.

„Alle schriftlichen, optischen und elektrischen Medien können mit Mikroelektronik und Computertechnik letztlich zu einem allgemeinen digitalen Medium verschmelzen. Dadurch wird jedes digitale Medium um die Eigenschaften der anderen digitalen Medien erweiterbar.“

Immer noch wird das neue Medium Gutenbergianisch gedacht, wenn Coy von einem „Netz funktional erweiterter Schreibmaschinen mit Bildschirmen“ spricht, wobei die Textproduktion radikal erweitert wird zum Hypertext und zum Hypermedium. Vannevar Bush, Doug Engelbart, Ted Nelson und Alan Kay sind die Namen, die für diese Entwicklungslinien hin zum Computer als intelligenzverstärkender Wissensmaschine stehen.
Coy formuliert hier auch eine politische Kritik des Computers, wenn er die Großrechner als „geronnene Kontrollinstrumente tayloristischer und fordistischer Arbeitssysteme“ bezeichnet, „deren militärische Abkunft auch organisatorisch erkennbar bleibt.“ Dem stellt er die „Computer-Liberation“ (Ted Nelson) durch die PC-Revolution gegenüber, die „dezentrale, interaktiv benutzbare Anwendungsprogramme auf die Schreibtische“ bringt.
Ein Jahr später schließt Coy in seiner Einleitung zur deutschen Neuauflage von McLuhans Buch Die Gutenberg-Galaxis das Computerzeitalter eng an das des Buches an.

„An den Grenzen des Typographischen bleibt ein diskontinuierlicher Bruch: Die Schrift kann nämlich schon selber als ‚digitale‘, diskontinuierliche Anordnung gesehen werden. Im Innern des typographischen Rasters, in seiner digitalen Grundstruktur ist bereits die Perspektive der Turingschen Galaxis angelegt.“

Im Wettbewerb zwischen Buch und Computer schien ihm vorerst noch das Buch als Sieger hervorzugehen. Doch nicht mehr lange:

„Die schrittweise Ablösung der Tastatur durch Maus, Griffel oder Spracheingabe wird der digital-medialen Gesellschaft helfen, die Eierschalen ihrer literalen Geburt abzustreifen. Mit Vernetzung und Medienintegration wird die eigentliche Potenz der Informatik in der Medientechnik sichtbar. Sie kann ähnlich wie der Buchdruck über eine längere Periode die Wahrnehmung verändern – von literalen Gesellschaften zu einer globalen medialen Gesellschaft. Arbeit und Kultur, Politik, Recht, Wirtschaft und nahezu alle gesellschaftlichen Bereiche werden sich diesem Prozess nicht entziehen. […] Die Ablösung der Schriftkultur durch eine Computerkultur hat gerade erst begonnen. Die Gutenberg-Galaxis erweitert sich zur Turing-Galaxis.“

1996 lieferte Coy weitere „Bauelemente der Turingschen Galaxis“, in der sich fundamentale Wahrnehmungsprozesse und mit ihnen „Arbeit und Kultur, Politik, Recht, Wirtschaft, Wissenschaft und nahezu alle gesellschaftlichen Bereiche“ neu konfigurieren werden. Wiederum hebt er die Bedeutung der Erweiterung des Medienzugangs von corporate zu personal computing hervor und jetzt auch die politische Dimension des inhärenten Globalisierungstrends und das Missbrauchspotential durch Verstöße gegen den Datenschutz.
Hier taucht auch erstmals der Begriff Wissensordnung des Karlsruher Philosophen Helmut Spinner auf, die in Coys weiteren Forschung zur Turing-Galaxis eine zentrale Rolle einnahm.

## Die Wissensordnung der Turing-Galaxis
Am ausgehenden 20. Jahrhundert trat neben der technischen und medialen die rechtliche Ordnung der Turing-Galaxis in den Vordergrund. Konnte John Perry Barlow in seiner Unabhängigkeitserklärung des Cyberspace 1996 das Internet noch mit gutem Grund zum rechtsfreien Raum erklären, setzte zeitgleich seine rechtliche Regulierung ein. Das betraf insbesondere die geistigen Eigentumsrechte. Ebenfalls 1996 verabschiedete die UNO-Agentur für geistiges Eigentum (WIPO) mit zwei Internet-Abkommen das erste Urheberrecht speziell für die Turing-Galaxis.
Bereits Ted Nelson hatte erkannt, dass Hypertexte mit der Einheit des Werks auch die Zuweisung dieses Werks auf einen Autor und sein Eigentum problematisch machen. Urheberrecht wird nach seiner Vorstellung dadurch keineswegs überflüssig, es müsse vielmehr höher auflösend gestaltet werden. Die Transklusion, also das Einlinken von Bestandteilen anderer Werke in ein neues Werk (im Unterschied zum Zitieren), mache ein Transcopyright erforderlich. Er stellt sich eine programmierte Wissensumgebung vor, in der kleinste Werkteile bis hin zu Wörtern mit ihrem Eigentümer markiert sind, so dass die Bezahlung eines zusammengesetzten Werks automatisch allen Eigentümern der enthaltenen Bestandteile gutgeschrieben wird. Man kann diese Vision als Metastase des geistigen Eigentums lesen, aber auch als einer Vorwegnahme der Auseinandersetzung um Sampling und Remixing, die in der Musikindustrie begann und bis heute andauert.
Ende der 1990er Jahre trat die Bewegung der freien Software ins Licht der Öffentlichkeit und mit ihr eine Klasse von Lizenzen, die einen urheberrechtlichen Freiraum schaffen, in dem Tausende auf der ganzen Welt verteilte Autoren in offener Kooperation gemeinsam Werke schaffen können.
Damit richtet sich auch das Forschungsinteresse von Wolfgang Coy nun auf das, was er mit einem Begriff des Karlsruher Philosophen Helmut Spinner als Wissensordnung bezeichnet. Hier sind insbesondere die Forschungsprojekte Von der Ordnung des Wissens zur Wissensordnung digitaler Medien (1998–2000, gemeinsam mit Jörg Pflüger und Volker Grassmuck) sowie Bild, Schrift, Zahl in der Turing-Galaxis (2004–2007, gemeinsam mit Volker Grassmuck) zu nennen, sowie die vier Konferenzen Wizards of OS.
Diese Beiträge drehen sich einerseits in einer informatischen Sichtweise auf die Wissensordnung um die Ideengeschichte der Interaktivität (Jörg Pflüger, Konversation, Manipulation, Delegation, 2004) und die Leitvorstellungen der Programmiergeschichte (Jörg Pflüger, Writing, Building, Growing, 2004). Andererseits geht es in einer rechtlich-wissenssoziologischen Perspektive um die freien Wissenskooperationen, für die der amerikanische Rechtsgelehrte Yochai Benkler den Begriff Allmende-basierte Peer-Produktion geprägt hat, sowie die ihr entgegengesetzten Bestrebungen der Urheberrechteindustrie, mit Hilfe von DRM das Universalmedium in ein kontrolliertes Rechteabspielgerät zu verwandeln (Volker Grassmuck, Freies Wissen. Zwischen Privat- und Gemeineigentum, 2004).

## Rezeptionsgeschichte
Die medien- und kulturwissenschaftliche Auseinandersetzung mit dem Computer ab Mitte der 1990er Jahre dreht sich um die Begriffe Konvergenz, Hypertext und Hypermedien, Interaktivität und Simulation. Ausgehend von den Veränderungen von Text, Autor und Leser ist die Rezeption des Turing-Galaxis-Konzepts in der literaturwissenschaftlichen Medientheorie am ausgeprägtesten. Daneben greifen aber auch Kulturwissenschaftler, Soziologen, Designer und Historiker den Begriff auf.
Der Soziologe Volker Grassmuck ging in seinem Aufsatz Die Turing-Galaxis. Das Universal-Medium auf dem Weg zur Weltsimulation (1995), von der Mediengenealogie Vilém Flussers aus:

„Jede Phase der Medien beruht auf bestimmten Grundelementen, dem Zeichenmaterial und seiner Materialität, die wiederum charakteristische Operationen, z. B. Formen der Speicherung oder Verknüpfung, zulassen. Im Laufe dieser Geschichte unterliegen die Operanden einer Entmaterialisierung. Folgt man Vilém Flussers Mediengenealogie, findet man Universen von zunehmender Abstraktion und abnehmender Dimensionalität: das der Skulptur – der zeitlosen Körper –, das der Bilder – der tiefenlosen Flächen –, das der Texte – der flächenlosen Linien – und das der Komputation – der linienlosen Punkte.“

Grassmuck zeichnet diese Entwicklung von der Vierdimensionalität des Mediensystems des nomadischen Menschen bis in das Punktuniversum der Turing-Galaxis nach.

„In der Turing-Galaxis, im Universum der integrierenden und informierenden Universal-Maschine, so die These, beobachten wir heute die Umkehr des von Flusser beschriebenen Wegs: von der Nulldimensionalität der Bits, über eindimensionale Texte und zweidimensionale Bilder, zu gestaffelten Hypertexträumen, komplexen Netzen und dreidimensionalen Räumen, und schließlich zu vierdimensionalen Interaktionsräumen.“

Der Begründung der Turing-Galaxis aus der Turing-Maschine durch Wolfgang Coy fügt er, wie Jay David Bolter, den Turing-Test hinzu. Bei diesem von Turing selbst 1950 am Imitationsspiel orientierten Versuchsaufbau tritt ein Fragesteller über einen Fernschreiber mit einer Maschine und einem Menschen ins Gespräch und soll nach endlicher Zeit entscheiden, welcher von beiden die Maschine ist. Turing geht von der Möglichkeit einer intelligenten Maschine aus, die eine solche Entscheidung nicht zulässt. Mensch und Maschine würden ununterscheidbar.
In einer Phänomenologie der Turing-Galaxis zeichnet Grassmuck im Folgenden nach, wie im Digitalen erst der Text, dann die Bildmedien und die zeitbasierten Medien und schließlich die Raumdimension neu entstehen. Ihrem Wesen nach, so Grassmuck, sei die universelle Turing-Maschine ein Möglichkeitsraum.

„In der Turing-Galaxis stehen wir, mit Flusser gesprochen, am Nullpunkt der Dimensionen, der Welt der Punkte, die ‚unmessbar, ein Nichts, und zugleich unermesslich, ein Alles‘ sind. ‚Das Universum der Punkte ist leer, weil es nichts enthält außer Möglichkeiten, und weil es lauter Möglichkeiten enthält, ist es ein volles Universum.‘ Flusser leitet daraus die Forderung ab, daß wir lernen müssen in der Kategorie ‚Möglichkeit‘ zu denken, zu fühlen und zu handeln.“

Friedrich W. Block (* 1960) ist Praktiker und Theoretiker der visuellen Poesie. In seinem Aufsatz Auf hoher Seh in der Turing-Galaxis – Visuelle Poesie und Hypermedia (1997) folgt er dem experimentellen Dichter Oswald Wiener darin, dass heute das Verstehen des Verstehens zum zentralen Problem der Wissenschaften und der Künste geworden sei und dass dafür die universelle Turing-Maschine das grundlegende Modell darstelle. „In diesem Sinne steht [der Computer] als Medium und als Metapher (schon etymologisch geht es also um Vermittlung) im Zentrum der aktuellen Medienkunst und ihrer Ästhetik.“ Beim Studium der Theorien zu elektronischen Texten stellt er jedoch mit Verblüffen fest, dass diese ständig Positionen der modernen Avantgarden reformulieren: „Dies gilt nicht nur im Bezug auf dezidiert literarische Texte, sondern auf jegliches Schreiben und Lesen von Hyper- und Cybertexten. Als grundsätzliche Aspekte werden u. a. die Explizierung von Räumlichkeit und Visualität, die Intermedialität, die Konzeption eines aktiven Lesers als zweiter Autor und die Selbstreflexivität im Gebrauch von Hypertexten betont.“ (Block 1997)
Block untersucht die Frage, wie Computermedien das bisherige Spektrum visueller Poesie erweitern. Er stellt fest, dass die wenigen kanonischen Beispiele für Hypertexte, wie Michael Joyces Afternoon, a story (1987), schwerlich an eine so filigrane multilineare Syntax wie etwa in dem häufig als Vorläufer zitierten Finnegans Wake von James Joyce heranreichen. Eine tatsächlich neue Qualität in der Turing-Galaxis erkennt er, ähnlich wie Volker Grassmuck in der Einbeziehung des Körpers. Erste Beispiele dafür sieht er in der digitale Holopoetry von Eduardo Kac und in dem „momentan berühmtesten Medienkunstwerk“, The Legible City (1989–1991) von Jeffrey Shaw und Dirk Groeneveld.
Auch der Kulturinformatiker Martin Warnke hat sich in seiner Arbeit immer wieder mit Turing und der Turing-Galaxis beschäftigt. In dem Aufsatz Das Medium in Turings Maschine (1997) geht er aus von der Beobachtung: „In Turings Maschinen muß mehr stecken als der Rechenautomat.“ Und er fährt fort:

„Er kommt auf das ‚Mehr‘ in seiner Konstruktion bei seiner Suche nach der denkenden Maschine. Dabei wird die Turingsche Gedankenmaschine […] zwischen die Domäne des Berechenbaren und die kontingente Umwelt intelligenter lebender Organismen geschoben.“

Gemeint ist Turings Modell einer Kindmaschine, die durch die Interaktion mit Lehrern nach und nach Intelligenz ausbildet. Darin drücke sich, so Warnke, Turings Erkenntnis von Intelligenz als einem sozialen Phänomen sowie das „Elend der KI“ aus, die darauf setzt, Intelligenz vollständig im Raum des Berechenbaren, also in einer Turing-Maschine generieren zu wollen.
Die in der Informatik erst in den 1990er Jahren erzielte Erkenntnis, dass der Computer ein Medium ist, sei also bereits bei Turing angelegt, „auch, wenn das Wort ‚Medium‘ in seinen Schriften nirgends vorkommt.“ (Warnke 1997)
Der dänische Kulturwissenschaftler Niels Ole Finnemann beginnt seinen Aufsatz Hypertext and the Representational Capacities of the Binary Alphabet (1999) mit der verweisfreien Feststellung, dass „oft gesagt wird“, dass wir uns am Ende der Gutenberg-Galaxis und auf dem Weg in eine neue Turing-Galaxis befänden, von elektronischen Medien, die auf nicht-sequentiellen oder multilinearen Hypertexten beruhen, die dem Nutzer die Wahlfreiheit geben, die Verbindungen zwischen Textteilen herzustellen.

“In philosophical terms the transition is interpreted as a transition from modernity (print culture) to postmodernity (virtual cyber culture). If this scheme of opposition is not always explicitly stated nowadays, the reason is not – I assume – that the scheme has been given up, but rather that it is now a widely acknowledged precondition which is often taken for granted.”

Finnemann macht es sich zur Aufgabe auszuführen, dass die Turing-Galaxis die Gutenberg-Galaxis nicht etwa ersetze, sondern dass ihre Beziehung eine von „co-evolution and integration“ sei. Er sieht beide als textuell und daher linear und seriell verarbeitete Repräsentationen manifestiert in einem Alphabet.

“There has never been any simple seriality and linearity in the universe of meaning and fiction not even if it is imprisoned in a linear alphabet and printed on paper in a book.”

Der wirkliche Unterschied betreffe nicht den Text und seine Serialität, sondern die Rollen von Autor und Leser:

“Basically, one could say that it is not the Author, but the Reader of a Hypertext system, who is now responsible for the ordering of the sequences. […] Contrary to the idea that the role of the author is diminished it is increased: in predicting the interest of users; in overviewing a variety of possible routes; and in developing solutions to the jumps between reading modes and browsing/navigating modes.”

Der Historiker Uwe Dörk schlägt in seinem Aufsatz Von der „Gutenberg-“ zur „Turing-Galaxis“ (ca. 1997) den Bogen zu Turings Test von 1950 (der die Frage: „können Maschinen Denken?“ betraf) zur Sommerakademie in Dartmouth 1956, auf der John McCarthy das Programm der „Artificial Intelligence“ formulierte. Sein Fazit: Wenn Wissenschaft Wissenschaft bleiben, also nicht Cyber-Punk werden will, bleibt sie auf den gutenbergianischen Zugang zu Erkenntnis angewiesen:

„Denkerische Kontemplation, analytisches Reflektieren und die Transformierung in lange Reflexionsketten, die sich freilich nicht mehr auf reine Textualität beschränken müssen, bleiben […] unersetzliche Essentials.“

Der österreichische Literaturwissenschaftler Peter Plener (* 1968) verfolgt in seinem Aufsatz Per Gutenberg durch die Turing-Galaxis (2006) den Zettelkasten, diesen zentralen Mechanismus buchzeitlicher Wissensbewältigung, von seiner hölzernen Form in die gegenwärtigen Festplatten.
Die Medienwissenschaftlerin Irmela Schneider stellt sich, ähnlich wie Wolfgang Coy und Volker Grassmuck die Frage nach der urheberrechtlichen Ordnung der digitalen Medien. In dem Aufsatz Konzepte von Autorschaft im Übergang von der „Gutenberg-“ zur „Turing“-Galaxis (2006) bezeichnet sie das Urheberrecht als einen „nachhaltigen Stabilisator des Autor-Konzepts, das spätestens im 19. Jahrhundert in die Krise gerät“. Diese Krise verstärke sich in der anbrechenden Turing-Galaxis durch die potentielle Entkopplung von materiellem Artefakt und Eigentum und erfasse nun nicht nur literarische, sondern auch publizistische und wissenschaftliche Autoren. Sie schließt mit der Frage: „Wer sind die Buchdrucker der Turing-Galaxis? […] eine Frage von gesellschaftlicher Diskursmacht.“
Heute sind zentrale Konzepte aus der Debatte der 1990er Jahre, wie Finnemann schon 1999 attestierte, so selbstverständlich geworden, dass ihre Begriffe außer Gebrauch kommen. Zu sagen, dass die Wikipedia ein Hypertext oder Second Life interaktiv ist, hat an Erklärungswert verloren.
Als Epochenbegriff dominiert weiterhin die „Informationsgesellschaft“, ein streng genommen tautologischer Begriff, beruht doch jede Sozialform, die den Übergang von Gemeinschaft zu Gesellschaft vollzogen hat, notwendigerweise auf der medialen Speicherung, Übertragung und Verarbeitung von Information.
Demgegenüber hat der sehr viel gehaltvollere Epochenbegriff Turing-Galaxis zwei wesentliche Vorzüge:
1. leistet er eine spezifische Rückbindung der heutigen Gesellschaftsform an die Gutenberg-Galaxis, die die Turing-Galaxis zwar nicht ersetzt, aber innerhalb nur einer Generation in eine grundlegend neue Formation überführt.
2. benennt er die Fundierung der Wissensordnung digitaler Medien auf der universellen Turing-Maschine, die in ihrer eleganten Einfachheit und umfassenden Definition von Berechenbarkeit nicht zu übertreffen ist. Den Möglichkeitsraum, den das universelle Turing-Medium eröffnet, zu erschließen, wird das Programm unseres Zeitalters bleiben.

### Aufsätze
- Wolfgang Coy: Von der Gutenbergschen zur Turingschen Galaxis: Jenseits von Buchdruck und Fernsehen. Einleitung zu: Marshall McLuhan: Die Gutenberg-Galaxis. Das Ende des Buchzeitalters. Addison-Wesley, Köln 1995
- Wolfgang Coy: Bauelemente der Turingschen Galaxis. In: E. Bulmahn, K. van Haaren, D. Hensche, M. Kieper, H. Kubicek, R. Rilling, R. Schmiede (Hrsg.): Informationsgesellschaft-Medien-Demokratie. Reihe Forum Wissenschaft, BdWi-Verlag, Marburg 1996.
- Wolfgang Coy: Turinggalaxis.com II. In: Warnke, Coy, Tholen (Hrsg.): HyperKult – Geschichte, Theorie und Kontext digitaler Medien. Basel 1997, ISBN 3-86109-141-0. Vorabversion online
- Michael Dlugosch: Zwischen Gutenberg- und Turing-Galaxis. In: Ende des Papiers – Schriftkultur am Ende? Themenheft Forum Medienethik, Nr 2, 1998.
- Wolfram Malte Fues: Die Turing-Galaxis. Überlegungen zu Hypertext und Hyperfiktionalität. In: Gabriela Scherer, Beatrice Wehrli (Hrsg.): Wahrheit und Wort. Festschrift für Rolf Tarot zum 65. Geburtstag. Lang, Bern u. a. 1996, S. 137–152.
- Volker Grassmuck: Die Turing-Galaxis. Das Universal-Medium als Weltsimulation. In: Lettre International. deutsche Ausgabe, Heft 28 (1. Vj. 1995), S. 48–55.
- Jörg Pflüger: Konversation, Manipulation, Delegation. Zur Ideengeschichte der Interaktivität. In: Hans Dieter Hellige (Hrsg.): Geschichten der Informatik. Visionen, Paradigmen, Leitmotive. Berlin 2004, S. 367–408.
- Jörg Pflüger: Writing, Building, Growing: Leitvorstellungen der Programmiergeschichte. In: Hans Dieter Hellige (Hrsg.): Geschichten der Informatik. Visionen, Paradigmen, Leitmotive. Berlin 2004, S. 275–319.
- Peter Plener: Per Gutenberg durch die Turing-Galaxis. In: Kakanien revisited: Emergenz. (Beiträge aus den „Emergenzen“-Workshops (2005/06)), 30. Oktober 2006
- Irmela Schneider: Konzepte von Autorschaft im Übergang von der „Gutenberg-“ zur „Turing“-Galaxis. (PDF; 108 kB). In: zeitenblicke. 5, Nr. 3, 2006
- Peter Friedrich Stephan: Denken am Modell – Gestaltung im Kontext bildender Wissenschaft. (Memento vom 4. April 2005 im Internet Archive) In: Bernhard E. Bürdek (Hrsg.): Der digitale Wahn. Suhrkamp, Frankfurt am Main 2000
- Martin Warnke: Das Medium in Turings Maschine. In: Martin Warnke, Wolfgang Coy, Georg Christoph Tholen (Hrsg.): HyperKult. S. 69–82, Stroemfeld/nexus, Basel 1997
- Martin Warnke: Turing-Medien. In: Klaus Peter Dencker (Hrsg.): Interface 5 – Die Politik der Maschine. S. 372–382, Hans-Bredow Institut, Hamburg 2002.